# Paraxanthine
La paraxanthine, ou 1,7-diméthylxanthine, est un dérivé diméthylé de la xanthine, structurellement proche de la caféine. Comme la caféine, la paraxanthine est un stimulant psychotrope du système nerveux central. Étant un produit du métabolisme de la caféine, il est probablement impliqué dans les effets de la caféine.